# Picket Range

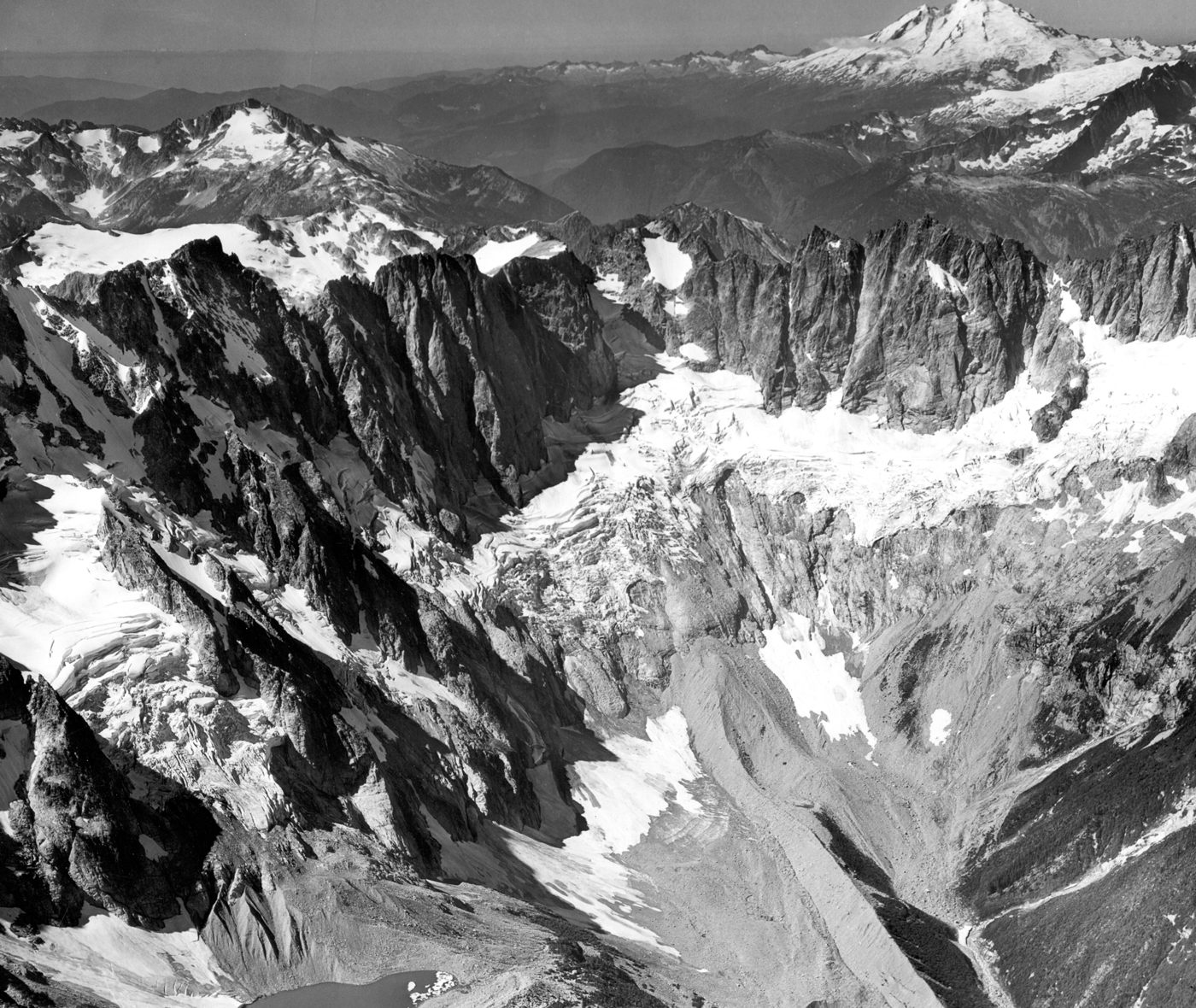
Die Picket Range am Oberlauf des Luna Creek, Blick nach Westen (1960)

Die Picket Range ist eine kleine, extrem zerklüftete Bergkette in den North Cascades im Nordwesten des US-Bundesstaats Washington. Sie liegt vollständig innerhalb des North Cascades National Park, ist etwa 6 mi (10 km) lang, verläuft von Nordwesten nach Südosten und liegt nördlich des Skagit River, westlich des Ross Lake und östlich von Mount Baker und Mount Shuksan. Es gibt mindestens 21 Gipfel in der Kette, die über 7.500 ft (2.286 m) hoch sind.

## Geschichte
Der Schwedenamerikaner Lage Wernstedt vom United States Forest Service kartierte die Picket Range in den 1920er Jahren und benannte sie wegen ihrer Ähnlichkeit mit einem Lattenzaun (und nicht nach George Pickett). Wernstedt war offenbar auch verantwortlich für die Namen der Hauptgipfel, darunter Mount Challenger, Mt. Fury, Mt. Terror und Phantom Peak. Diese Namen erschienen erstmals 1931 auf Karten.

## Geographie

### Geologie

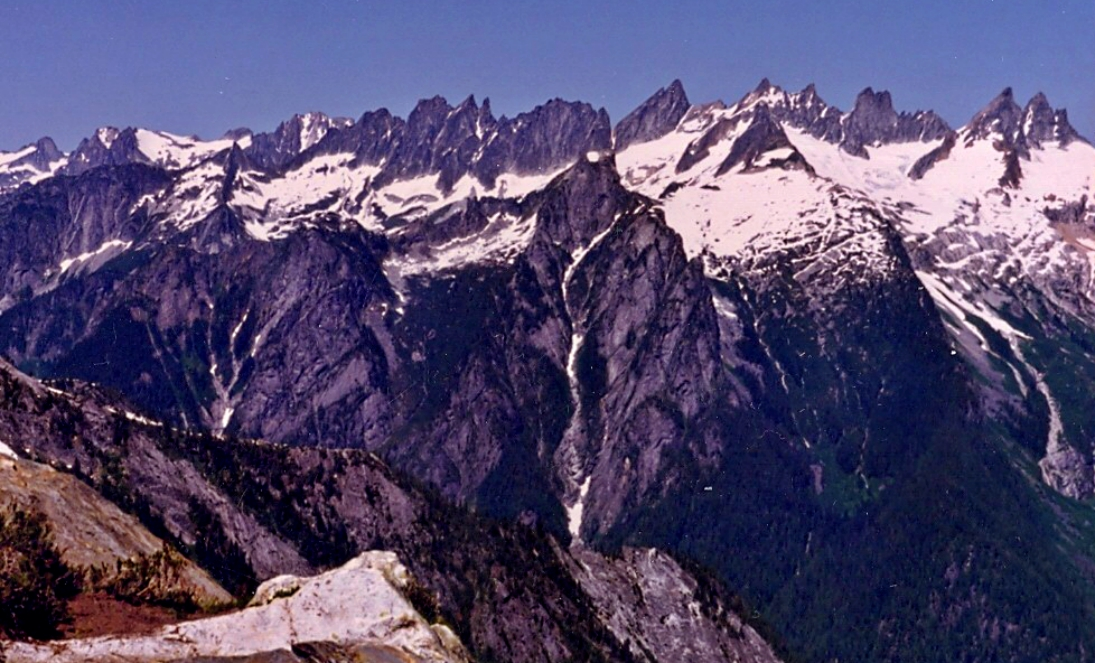
Die Picket Range vom Trappers Peak aus (1990)

Der Fels besteht aus Gneis, der vor etwa 100 Mio. Jahren durch Metamorphose aus sedimentischen und vulkanischen Gesteinen geformt wurde.

### Die höchsten Gipfel der Picket Range
| Gipfel             | Erstbesteigung | Höhe               | Koordinaten           | Quelle |
| Luna Peak          | 1938           | 8.311 ft (2.533 m) | 48° 50′ N, 121° 16′ W | Luna Peak. In: Geographic Names Information System. United States Geological Survey, United States Department of the Interior, abgerufen am 12. August 2018 (englisch).        |
| Mount Fury         | 1938           | 8.300 ft (2.530 m) | 48° 49′ N, 121° 19′ W | Mount Fury. In: Geographic Names Information System. United States Geological Survey, United States Department of the Interior, abgerufen am 13. August 2018 (englisch).       |
| Mount Challenger   | 1936           | 8.228 ft (2.508 m) | 48° 50′ N, 121° 21′ W | Mount Challenger. In: Geographic Names Information System. United States Geological Survey, United States Department of the Interior, abgerufen am 13. August 2018 (englisch). |
| Mount Terror       | 1932           | 8.130 ft (2.478 m) | 48° 46′ N, 121° 18′ W | Mount Terror. In: Geographic Names Information System. United States Geological Survey, United States Department of the Interior, abgerufen am 13. August 2018 (englisch).     |
| McMillan Spire     | 1940           | 7.280 ft (2.219 m) | 48° 46′ N, 121° 17′ W | McMillan Spire. In: Geographic Names Information System. United States Geological Survey, United States Department of the Interior, abgerufen am 13. August 2018 (englisch).   |
| Mount Degenhardt   | 1931           | 8.022 ft (2.445 m) | 48° 46′ N, 121° 18′ W | Mount Degenhardt. In: Geographic Names Information System. United States Geological Survey, United States Department of the Interior, abgerufen am 13. August 2018 (englisch). |
| Whatcom Peak       | 1936           | 7.592 ft (2.314 m) | 48° 51′ N, 121° 22′ W | Whatcom Peak. In: Geographic Names Information System. United States Geological Survey, United States Department of the Interior, abgerufen am 13. August 2018 (englisch).     |
| The Chopping Block | 1932           | 6.819 ft (2.078 m) | 48° 45′ N, 121° 18′ W | The Chopping Block, Washington. peakbagger.com, abgerufen am 13. August 2018.                                                                                                  |

## Tourismus
Es gibt nur wenige Wanderwege in der Picket Range, weshalb jeder Ausflug dorthin den Charakter einer Wildnis-Erkundung hat. Die meisten Zugangspunkte sind durch enge Täler mit dichtem Unterholz geprägt, offenes Gelände ist rar. Viele der Gipfel bieten Herausforderungen für Bergsteiger. 
In der Picket Range finden sich viele der klassischen Klettertouren der North Cascades und viele ihrer technisch anspruchsvollsten. Das zerklüftete Gelände zog viele Fotografen an, die einige der spektakulärsten Aufnahmen im gesamten Nationalpark schufen. Die zerklüfteten und scharfkantigen Gipfel sind hinsichtlich der Steilheit und Schroffheit in den Continental United States unvergleichlich. Dies hat den Gebirgszug zu einem beliebten Gebiet im Nationalpark gemacht und dazu beigetragen, die Kaskadenkette als „Amerikanische Alpen“ zu titulieren.